# Pfarrhaus (Blexen)

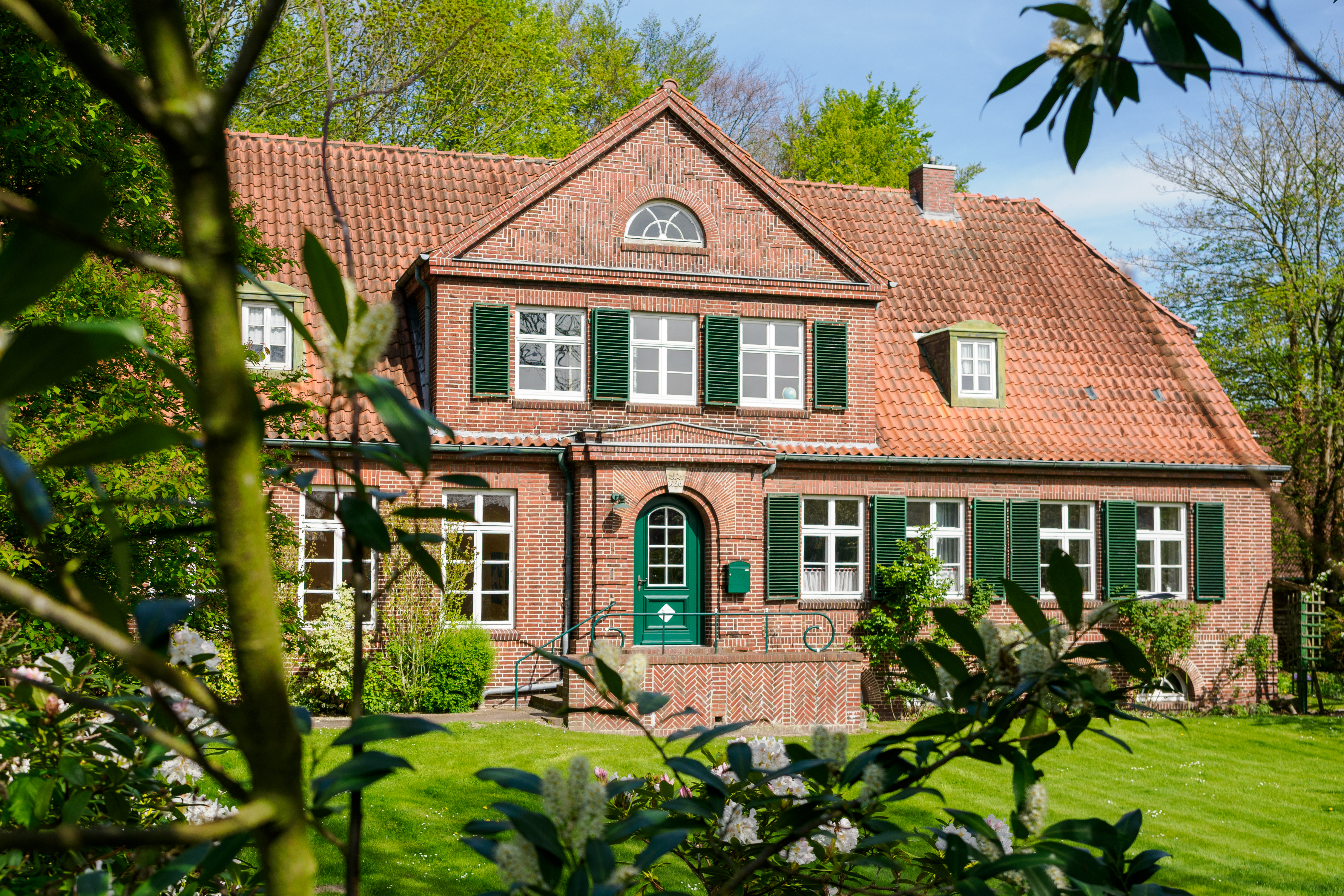
Pfarrhaus Deichstrasse 10 in Nordenham-Blexen, erbaut 1926.

Das Pfarrhaus, Deichstraße 10, im niedersächsischen Nordenham-Blexen im Landkreis Wesermarsch stammt aus dem 20. Jahrhundert.

Aktuell (2023) wird es als Wohnhaus und durch die Kirchengemeinde genutzt.
Das Gebäude steht unter Denkmalschutz (siehe auch Liste der Baudenkmale in Nordenham).

## Beschreibung
Das eingeschossige neunachsige traufständige verklinkerte Gebäude mit Krüppelwalmdach und dem großen prägenden dreiachsigen übergiebelten Dachhaus über dem mittigen Eingang auf einem großen parkähnlichen Grundstück wurde 1926 für die Kirchengemeinde der St.-Hippolyt-Kirche gebaut.